# Richard Kröll
Richard Kröll (* 15. März 1968 in Schwaz; † 5. Oktober 1996 in Stumm) war ein österreichischer Skirennläufer. Er war auf die Disziplinen Riesenslalom und Super-G spezialisiert, gewann drei Rennen im Weltcup, mehrere Rennen im Europacup, drei Medaillen bei den Juniorenweltmeisterschaften 1986 und wurde dreimal österreichischer Meister. Er verstarb 28-jährig bei einem Autounfall im Zillertal.

## Biografie
Kröll kam durch seinen Onkel zum Skisport und zum Skiverein seines Heimatortes Ginzling. Ende der 1970er-Jahre gelang ihm der Sprung in den Tiroler Nachwuchskader, 1984 kam er in den Kader des Österreichischen Skiverbandes. Kröll wurde 1985 Österreichischer Jugendmeister im Riesenslalom und belegte im selben Jahr bei seinen ersten Juniorenweltmeisterschaften den sechsten Platz im Riesenslalom. Bei den nächsten Juniorenweltmeisterschaften 1986 in Bad Kleinkirchheim gewann er zwei Silbermedaillen im Slalom und in der Kombination sowie die Bronzemedaille im Riesenslalom. In den folgenden Jahren stellten sich Erfolge im Europacup ein, so erzielte er in der Saison 1987/88 den dritten Platz in der Super-G-Wertung und den achten Rang im Gesamteuropacup. Im selben Jahr nahm er erstmals an einem Weltcuprennen teil, wobei er bei seinem Debüt auch gleich den ersten Weltcuppunkt am 25. März 1988 mit Platz 15 beim Final-Riesenslalom von Saalbach-Hinterglemm gewann.
Nachdem Kröll in der Saison 1988/89 wiederum einen Weltcuppunkt als 15. des Riesenslaloms von Kirchberg in Tirol gewonnen hatte, entschied er im Jänner 1990 überraschend die beiden Riesenslaloms von Alta Badia und Veysonnaz für sich. Im letzten Riesenslalom der Saison 1989/90 belegte er als Dritter wiederum in Veysonnaz einen weiteren Podestplatz, womit er Vierter im Riesenslalomweltcup wurde. Im selben Winter wurde Kröll auch österreichischer Meister im Riesenslalom. Zwei weitere Titel im Super-G folgten 1991 und 1996.
Nach der für ihn unerwartet erfolgreichen Saison musste Kröll den Großteil des Winters 1990/91 verletzungsbedingt pausieren. Im Weltcup blieb er deshalb ohne Punkte, auch 1991/92, als erstmals Weltcuppunkte für die besten 30 und nicht mehr wie zuvor nur für die besten 15 vergeben wurden, konnte er nur zweimal punkten. Bessere Ergebnisse erzielte er in diesen Jahren im Europacup, wo er 1990/91 den vierten und 1991/92 den fünften Platz in der Super-G-Wertung belegte. Zu Beginn der Saison 1992/93 gelang Kröll auch im Weltcup wieder eine vordere Platzierung, als er im Riesenslalom von Sestriere auf den fünften Platz fuhr. Danach kam er erstmals bei einem Großereignis, den Weltmeisterschaften 1993 im japanischen Morioka, zum Einsatz, wo er Elfter im Riesenslalom wurde. Für die Olympischen Winterspiele 1994 konnte sich Kröll innerhalb des österreichischen Teams allerdings nicht qualifizieren, obwohl er davor im Riesenslalom von Hinterstoder den dritten Rang und damit seinen ersten Weltcup-Podestplatz seit knapp vier Jahren erreicht hatte.
Nachdem Kröll bereits im Europacup einige Erfolge im Super-G gefeiert hatte und auch in den Jahren 1994/95 und 1995/96 mehrere Rennen gewann, er im Weltcup aber bislang nur im Riesenslalom in Erscheinung getreten war, konnte Kröll im Winter 1994/95 auch im Weltcup in der Disziplin Super-G zur Spitze aufschließen. Er fuhr am 16. Jänner 1995 als Sechster in Kitzbühel erstmals unter die besten zehn und feierte am 16. März 1995 einen Sieg im Super-G von Bormio. Damit beendete er den Super-G-Weltcup an vierter Position. Im Riesenslalom war Kröll 1994/95 noch zweimal unter die besten fünf gefahren, doch in der Saison 1995/96 blieb er in dieser Disziplin fast ohne Weltcuppunkte, während er im Super-G weiterhin zur Weltspitze gehörte. Er belegte einen zweiten Platz in Vail, fuhr weitere dreimal unter die schnellsten zehn und wurde Sechster im Super-G-Weltcup. Das schlechteste Super-G-Ergebnis des Winters erzielte er ausgerechnet bei den Weltmeisterschaften 1996 in der spanischen Sierra Nevada, bei der er nur auf den 20. Platz kam.
Am 5. Oktober 1996 verunglückte Kröll im Alter von 28 Jahren bei einem Autounfall auf der Zillertalstraße (Zillertal-Schnellstraße) im Gemeindegebiet von Stumm tödlich. Er stieß gegen 16.30 h am Heimweg von einem Go-Kart-Rennen bei seinem Freund Heinz Kinigadner in Uderns in seinem „BMW 325“ mit dem Kennzeichen „SZ RK 1“ auf regennasser Fahrbahn bei einem Überholmanöver frontal gegen einen deutschen Reisebus und verstarb noch am Unfallort. Im Reisebus wurden zehn Personen unbestimmten Grades verletzt; sie wurden ins nahegelegene Bezirkskrankenhaus Schwaz gebracht. Kröll hinterließ seine Frau und die 1993 geborene Tochter Maria-Lisa.

## Erfolge

### Weltmeisterschaften
- Morioka 1993: 11. Riesenslalom
- Sierra Nevada 1996: 20. Super-G

### Weltcup
- Saison 1989/90: 4. Riesenslalomweltcup
- Saison 1994/95: 4. Super-G-Weltcup
- Saison 1995/96: 6. Super-G-Weltcup

- 6 Podestplätze, davon 3 Siege:

| Datum           | Ort        | Land    | Disziplin    |
| --------------- | ---------- | ------- | ------------ |
| 14. Jänner 1990 | Alta Badia | Italien | Riesenslalom |
| 23. Jänner 1990 | Veysonnaz  | Schweiz | Riesenslalom |
| 16. März 1995   | Bormio     | Italien | Super-G      |

### Europacupwertungen
- Saison 1987/88: 8. Gesamteuropacup, 3. Super-G-Wertung
- Saison 1990/91: 4. Super-G-Wertung
- Saison 1991/92: 8. Gesamteuropacup, 5. Super-G-Wertung
- Saison 1994/95: 2. Super-G-Wertung
- Saison 1995/96: 2. Super-G-Wertung

### Juniorenweltmeisterschaften
- Jasná 1985: 6. Riesenslalom
- Bad Kleinkirchheim 1986: 2. Slalom, 2. Kombination, 3. Riesenslalom, 42. Abfahrt

### Österreichische Meisterschaften
Dreifacher österreichischer Meister:
- Riesenslalom 1990
- Super-G 1991 und 1996